# WWE 스맥다운 vs 로우 온라인
WWE 스맥다운 vs 로우 온라인은 THQ와 버티고 게임즈가 공동으로 제작하고 있는 WWE 스맥다운 VS 로우 시리즈의 온라인 버전이다. 아시아권, 특히 한국을 대상으로 2010년에 서비스 할 계획을 가지고 있으며, 현재 내부 알파 테스트가 진행 중이다.
게임에는 싱글 플레이와 멀티 플레이가 존재하며, 플레이어는 자신만의 레슬러를 만들 수 있다. 온라인 플레이시 홀 오브 페임 랭킹 시스템을 통하여 잠겨 있는 능력과 테마 또는 아이템 등을 얻을 수 있다.
2010년 11월 THQ가 대한민국에서 이 게임 개발을 취소하였다고 발표하였다.

## 같이 보기
- WWE 2K